# La magnifica coppa
 La magnifica coppa  (titolo originale: Für immer Venedig, letteralmente "Per sempre Venezia") è una commedia del 2009 diretta da Michael Steinke.

## Trama
Un esperto di sistemi di allarme in pensione, Robert Frank, con la figlia Claudia, giornalista, è in viaggio a Venezia per presenziare alla mostra di arte del vetro allestita dall'ex moglie Louise Berengo con l'aiuto del marito politico di spicco.
Il pezzo più importante in esposizione è una magnifica coppa (da qui il titolo italiano del film) appartenuta ad Andrea Doria che, secondo una leggenda, qualora venisse rotta, provocherebbe l'affondamento nel mare della città.
Durante la inaugurazione la coppa viene rubata e Robert e Claudia cercano di rintracciare i responsabili del furto. Durante le indagini stringono amicizia con Mia, titolare di un ristorante, del figlio Marco e del nipotino Luca. Riusciranno così a risolvere la questione senza allertare la polizia e l'opinione pubblica.

## Produzione
Il film è per intero ambientato e girato a Venezia. Nel cast Charlotte Schwab, nota al pubblico Italiano per la serie Tv "Squadra Speciale Cobra 11".
Nel cast anche Susanne Gärtner,famosa in Italia per il ruolo di Julia Gravenberg, nata Schilling in "La strada per la felicità" .